# Diamond DA20

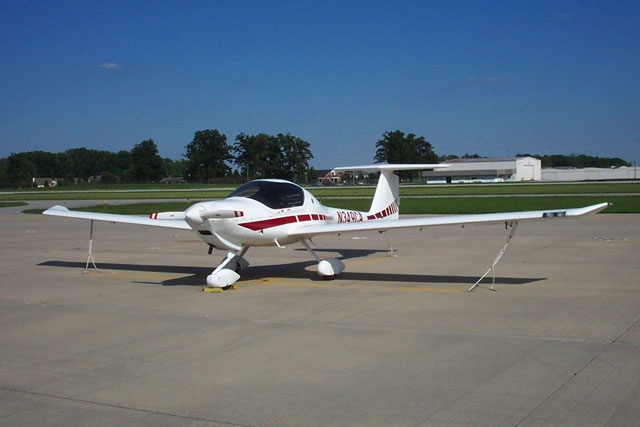
Modello DA20-C1 Eclipse del 1999

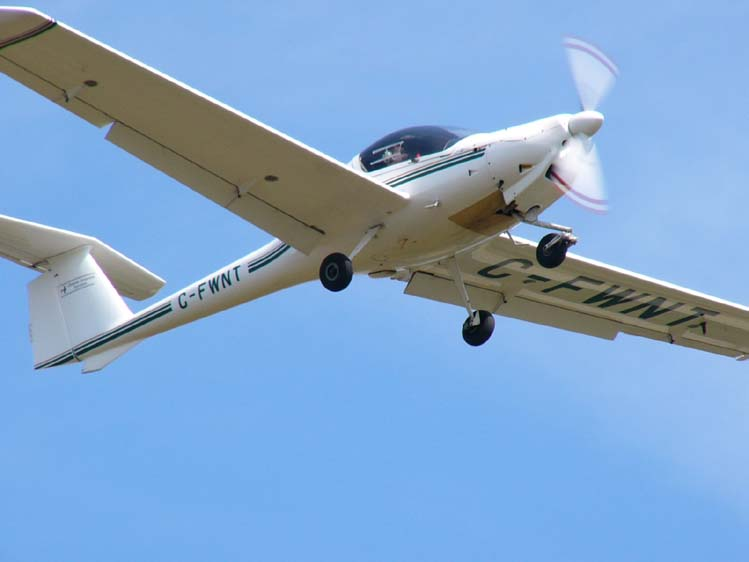
DA20-A1 Katana

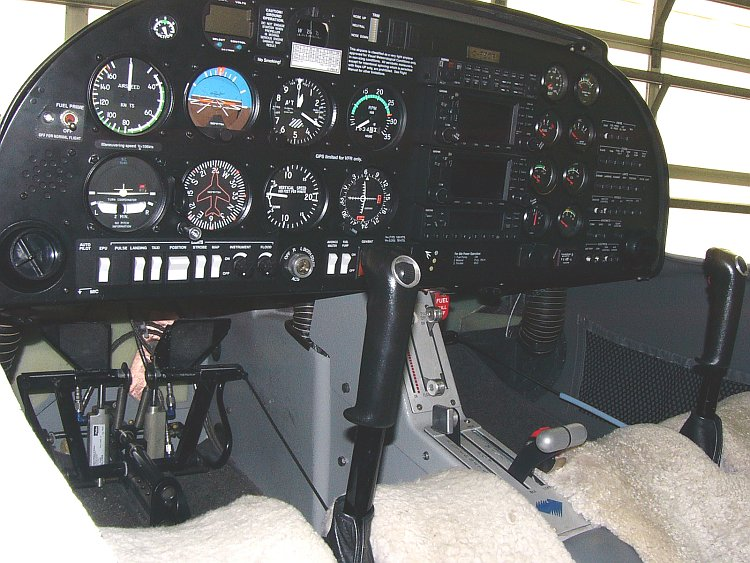
Pannello strumenti del DA20-C1 Eclipse

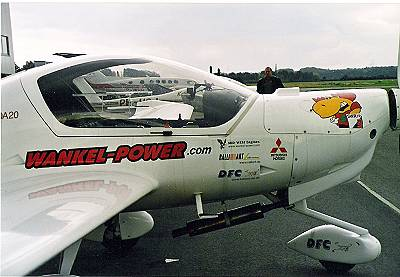
Diamond DA20 con Diamond Engines Wankel

Il Diamond DA20 è un aereo monomotore biposto ad ala bassa e carrello triciclo fisso sviluppato dall'azienda aeronautica austriaca Diamond Aircraft Industries nei primi anni novanta.
Destinato al mercato dell'aviazione generale e progettato per l'addestramento di volo civile e militare, viene utilizzato in ambito turistico dai piloti proprietari e, in campo militare, da alcune forze aeree mondiali, tra cui la United States Air Force che lo utilizza per formare i cadetti della propria Academy (USAFA).

## Storia del progetto
Il primo DA20 è stato il A1 Katana motorizzato Rotax 912, prodotto in Canada nel 1994. Era il primo velivolo Diamond in vendita nel Nordamerica.
La produzione del Continental IO-240-B3B con motore C1 Evolution e dei modelli Eclipse iniziò nel 1998, anche in Canada.
La produzione del Katana A1 è stata completata ma il DA20-C1 è ancora in produzione nel 2010.

### Certificazione
Il DA20-A1 e C1 sono entrambi certificati CAR 523 in Canada e FAR 23 in USA.
Nel 2004 la Diamond ha ricevuto la certificazione cinese per il DA20; i due modelli hanno anche la certificazione JAA.
Sebbene il DA20 sia disponibile con strumentazione e avionica adatta per il volo IFR, la sua struttura di plastica manca della protezione antifulmini e ciò non lo qualifica per la certificazione IFR.
Il DA20 è certificato nella categoria utilitaria, ed è consentito effettuare avvitamenti con i flap completamente alzati.

## Dati Tecnici
Caratteristiche Generali
- Equipaggio: Uno (Pilota)
- Passeggeri: Uno
- Lunghezza: 7,16 m (23 ft 6 in)
- Apertura Alare: 10,87 m (35 ft 8 in)
- Altezza: 2,18 m (7 ft 2 in)
- Area Ali: 11,61 m² (125 ft²)
- Peso a Vuoto: 529 kg (1166 lb)
- Carico Utile: 271 kg (597 lb) in USA e Canada, 221 kg (487 lb) nel resto del mondo
- Peso Massimo al Decollo: 800 kg (1764 lb) in USA e Canada, 750 kg (1653 lb) nel resto del mondo
- Motore: 1 × Continental IO-240, 93 kW (125 CV)

Prestazioni
- Velocità Massima: 164 knots (304 km/h, 189 mph)
- Velocità di Crociera: 138 knots (256 km/h, 159 mph)
- Velocità di Stallo: 42 knots (78 km/h, 48 mph)
- Autonomia: 547 NM (1013 km, 623 mi)
- Quota di Tangenza: 13120 ft (4000 m)
- Rateo di Salita: 1000 ft/m
- Carico Alare: 64.6 kg/m² (13,2 lb/ft²)
- Rapporto Potenza-Peso: 124 W/kg (0,0756 CV/lb)

## Tecnica
Il DA20 ha caratteristiche simili al Cessna 150, ma ci sono molte differenze tra i due aerei. Il DA20 ha velocità di crociera e una velocità di salita maggiore, comandi a leva, costruzione a struttura mista, tettuccio trasparente, ali basse, serbatoio carburante singolo, coda a T e ruota del carrello girevole. La performance è significativamente aumentata mediante l'ampio uso di strutture miste e punte delle ali rastremate per ridurre la resistenza aerodinamica.
Nel novembre 2008 la Diamond ha annunciato che offriva un display di volo principale elettronico «Aspen Avionics» come opzione sui nuovi DA20. 
Tutti i modelli hanno la struttura in composito, realizzata in plastica rinforzata con fibra di vetro e di carbonio.

### Abitacolo
L'abitacolo del DA20 è equipaggiato con un tettuccio trasparente a bolla, al cui lato piccoli finestrini possono essere aperti a terra e in volo per la ventilazione della cabina. La visibilità è molto buona, con l'inconveniente di un notevole “effetto serra”.
I sedili sono reclinati e non regolabili, invece la pedaliera del timone è regolabile per i piloti di altezza differente. I sedili fissi danno una miglior protezione in caso di incidenti.

## Maneggevolezza
Dato che il ruotino anteriore non è collegato ai pedali del timone (ruotino pivotante), le virate durante il rullaggio devono essere eseguite agendo con frenata differenziale sulle ruote del carrello principale, mentre l'effetto sterzante aerodinamico del timone diventa più efficace con l'aumento della velocità.
Il DA20 possiede un'efficienza aerodinamica maggiore rispetto alla concorrenza. Il rateo di planata è 11:1 e quello del DA20-A1 è 14:1. A paragone, il Cessna 150 ha un rateo di 7:1.
L'alta efficienza aerodinamica può essere una sfida per gli allievi se è necessario un atterraggio senza i flap ma offre un vantaggio in caso di guasto al motore perché consente all'aereo di raggiungere un numero maggiore di potenziali aree d'atterraggio dalla stessa altitudine.

## Utilizzatori
Ecuador
- Fuerza Aérea Ecuatoriana

12 DA-20C-1 consegnati, 11 in servizio al luglio 2019.